# میدان کلیسای جامع (ویلنیوس)

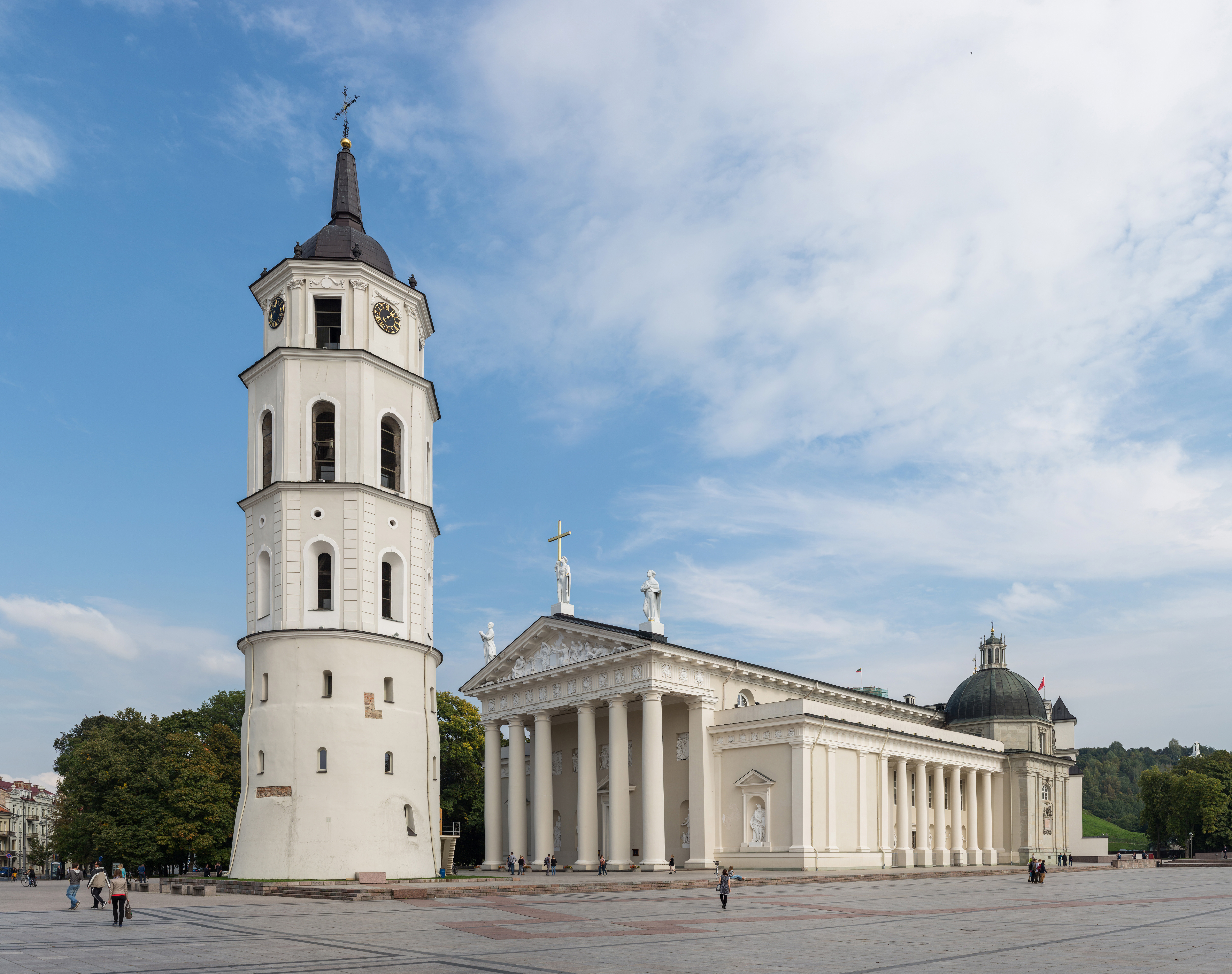
کلیسای جامع و برج ناقوس آن

میدان کلیسای جامع در ویلنیوس (لیتوانیایی: Katedros aikštė) میدان اصلی شهر قدیمی ویلنیوس، درست روبروی کلیسای جامع ویلنیوس است. این میدان به عنوان مکانی کلیدی در زندگی عمومی شهر به‌شمار می‌رود و در گذر خیابان‌های اصلی قرار دارد و نشان‌دهندهٔ تنوع شهر است. معمولاً در این مکان بازار مکاره، همایش مردم شهر، رژه‌های نظامی، رویدادهای مذهبی و رسمی، کنسرت‌های بزرگ سلام نظامی سال نو و نمایشگاه‌های هنری برگزار می‌شود. میدان کلیسای جامع نه تنها به عنوان یکی از زنده‌ترین و مهم‌ترین مکان‌های شهر، بلکه به عنوان یکی از مهم‌ترین و شناخته‌شده‌ترین نمادهای لیتوانی است.

## جزئیات

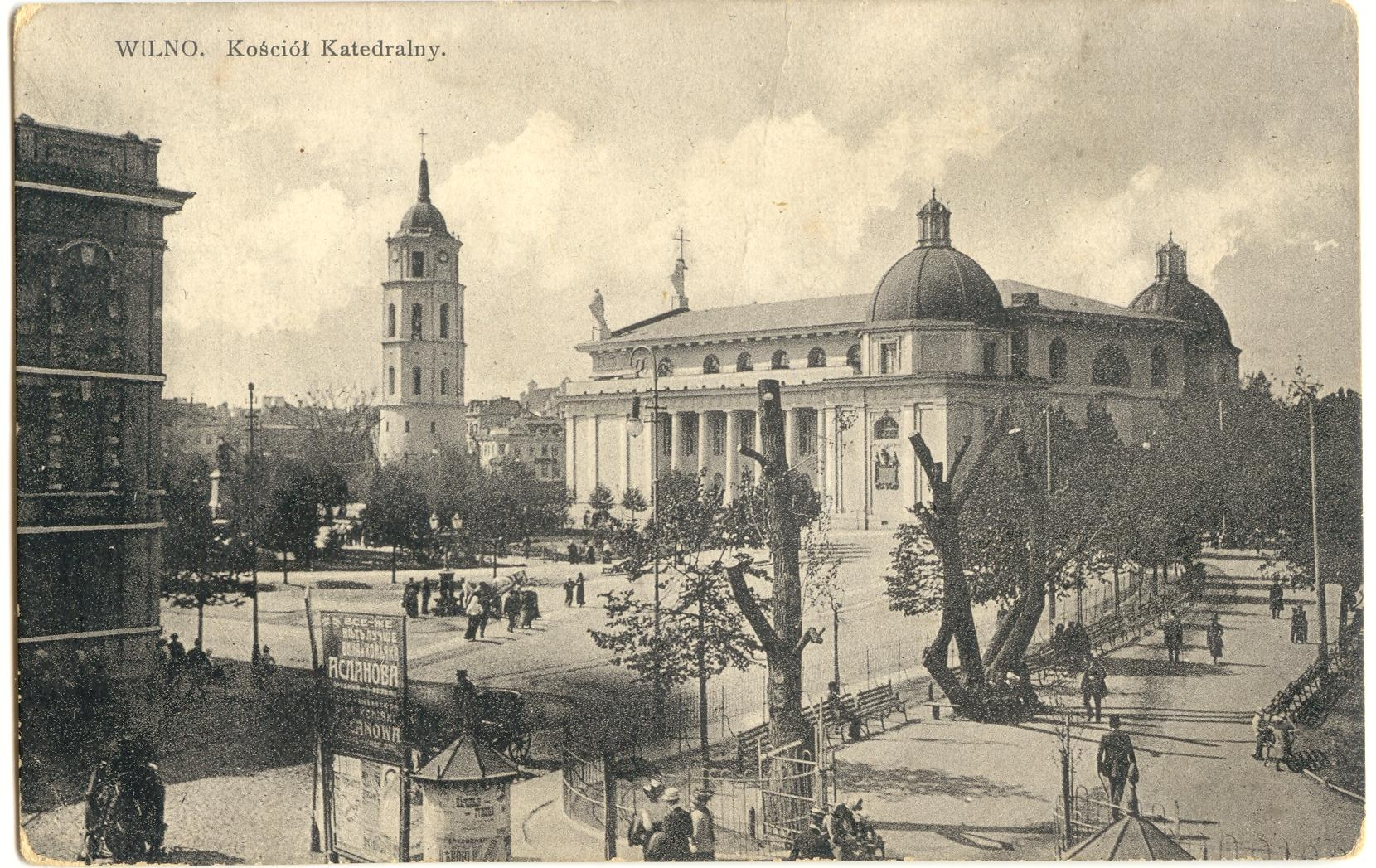
نمای میدان پیش از جنگ

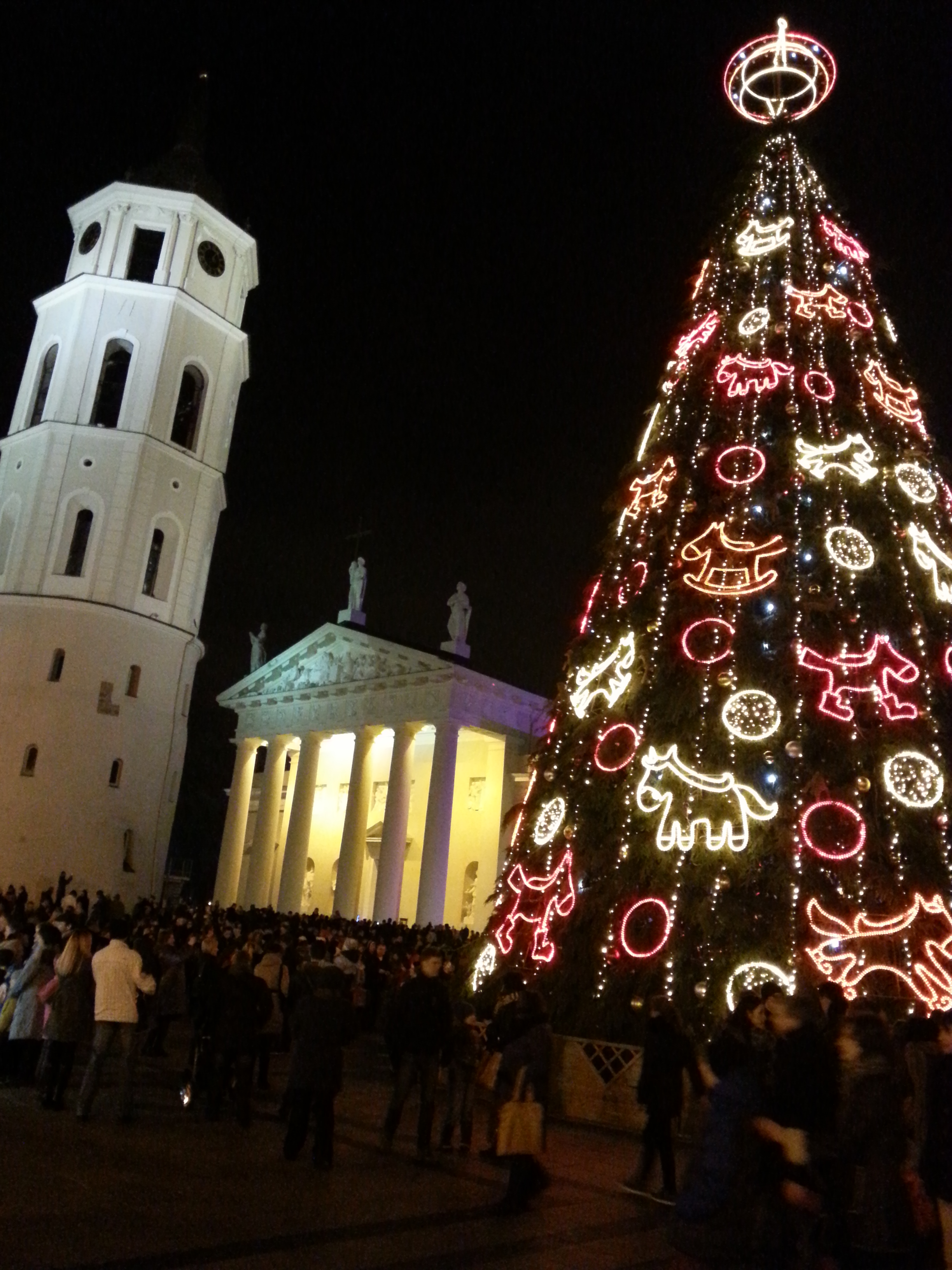
میدان کلیسای جامع ویلنیوس در زمستان

میدان کلیسای جامع در اواخر سدهٔ نوزدهم میلادی در طول بازسازی و نوسازی کلیسای جامع بنیان‌گذاری شد. پیش از آن، این منطقه به شکل متراکمی پر از خانه‌های قرون وسطایی و رنسانس بود. بخش‌هایی از منطقه نیز با قلعهٔ پایینی اشغال شده بود. به دنبال تشکیل میدانی نو، این مکان به فضای باز اصلی مرکز شهر تبدیل شد. در اینجا بود که رژه‌های نظامی روسی برگزار می‌شد و مراسم سالانهٔ کاسیمیر مقدس جشن گرفته می‌شد. در سال ۱۹۰۵، تندیسی از کاترین بزرگ در میدان قرار داده شد. پس از اشغال شهر به دست آلمان در سال ۱۹۱۵ و ادارهٔ آن به دست مدیریت محلی لهستانی، تندیس ویران شد و مراسم کاسیمیر مقدس به میدان لوکیشکس تغییر مکان داد. امروزه در این مکان مراسم‌ها و جشن‌های گوناگونی برگزار می‌شود. در این میدان، بلندترین درخت کریسمس شهر و شماری از تزئینات کریسمس قرار دارد. همچنین در این میدان مراسم‌های سالانه شب سال نو برگزار می‌شود.